# Hippasa hansae
Hippasa hansae là một loài nhện trong họ Lycosidae.
Loài này thuộc chi Hippasa. Hippasa hansae được Pawan U. Gajbe & Pawan U. Gajbe miêu tả năm 1999.